# Narodowy Bank Ukrainy
Narodowy Bank Ukrainy (ukr. Національний банк України, NBU) – ukraiński bank centralny z siedzibą w Kijowie.

## Hisoria
NBU został ustanowiony decyzją Rady Najwyższej z 20 marca 1991. W 1996 uzyskał podstawy konstytucyjne swojego istnienia. Podobnie jak w przypadku innych banków centralnych do jego podstawowych zadań należy utrzymanie stabilności narodowej waluty (hrywny), czynności nadzorcze nad systemem bankowym, podejmowanie działań ograniczających inflację, utrzymywanie rezerw złota.

## Struktura
Głównym organem Banku jest Rada NBU, na której czele stoi prezes. Powołanie członków Rady NBU i prezesa należy do kompetencji prezydenta Ukrainy i parlamentu.

## Prezesi NBU
- 1991–1992: Wołodymyr Matwijenko(inne języki)
- 1992–1992: Wadym Hetman
- 1993–1999: Wiktor Juszczenko
- 2000–2002: Wołodymyr Stelmach
- 2002–2004: Serhij Tihipko
- 2004–2010: Wołodymyr Stelmach
- 2010–2013: Serhij Arbuzow
- 2013–2014: Ihor Sorkin(inne języki)
- 2014–2014: Stepan Kubiw
- 2014–2017: Wałerija Hontarewa[2]
- 2017–2020: Jakiw Smolij(inne języki)[3]
- 2020–2022: Kyryło Szewczenko(inne języki)[4]
- od 2022: Andrij Pyszny(inne języki)[5][6]